# 常山城

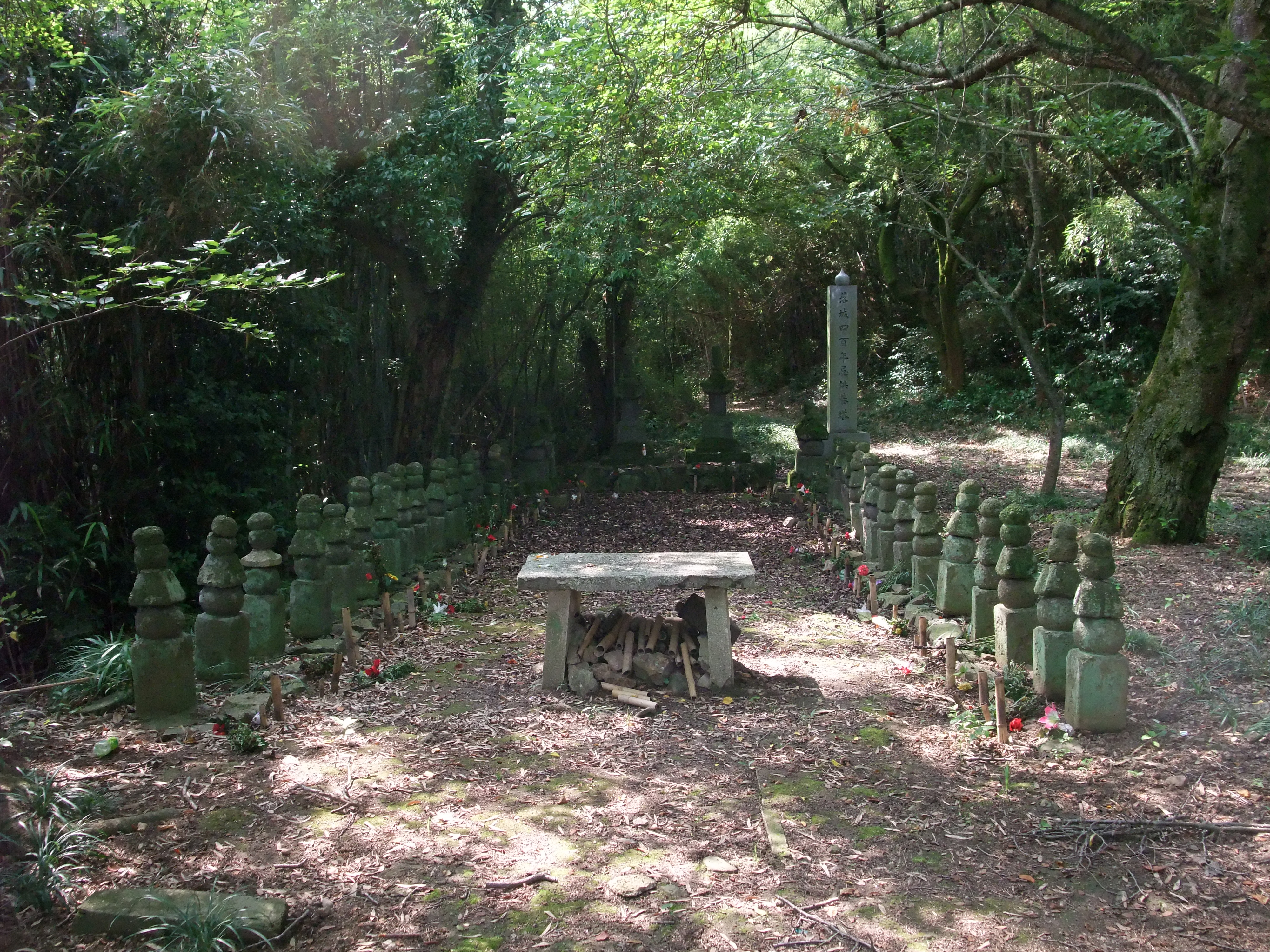
女軍の墓

常山城（つねやまじょう）は、岡山県岡山市南区迫川と玉野市宇藤木・用吉・木目にまたがる標高300メートルの常山山頂にあった日本の城（山城）。岡山市指定史跡および玉野市指定史跡。

## 概要
常山城は文明年間（1469年～1486年）に備中の戦国大名・三村氏の姻戚である上野氏によって築かれたとされるが、詳細については不明である。以後、備中上野氏の居城となった。
上野肥前守隆徳が、備中上野氏最後の当主となった。天正3年（1575年）毛利氏により攻撃を受けた三村氏一族最後の居城が常山城であり、常山城は毛利氏の軍勢に取り囲まれ上野隆徳は城内で自害したが、上野隆徳の妻である鶴姫は、武家に生まれた女としての信念を貫き、城内の侍女三十余名を率い、城外の毛利軍に突撃した。鶴姫は毛利軍の武将である乃美宗勝に一騎討ちを挑むが、乃美宗勝はそれを拒否し、思わぬ奇襲に乱れた軍を建て直した。鶴姫は再度城内に戻り、自害した。
豊臣時代には宇喜多秀家の所領となり、戸川秀安が城主となった。山麓には秀安の墓と位牌所・友林堂（友林は秀安の号）がある。慶長5年（1600年）の関ヶ原の戦いで宇喜多氏が改易となり、小早川秀秋が当地の領主となるとその家臣の伊岐真利が城主となった。慶長8年（1603年）小早川秀秋が病死し改易となると、池田忠継の所領となり忠継はこの城を廃城とした。
現在、常山に城は現存しておらず、城跡として案内されている。また山頂付近には、鶴姫や侍女たちを祀る墓が34基あり、『女軍の墓』として紹介されている。
城跡は、玉野市側が1964年（昭和39年）6月25日に、岡山市側が2010年（平成22年）7月27日に各々の指定史跡となっている。

## 現地情報
常山山頂からは児島湖・児島湾から岡山市街地までを見渡せ、晴れたときには瀬戸大橋も見えるなど景観はとてもよい。登山道・車道も整備されており、頂上まで登ることが可能。

## 最寄駅
- JR宇野線常山駅